# Đồng bằng Chương Hóa

Đồng bằng Chương Hóa (màu xanh) và đồng bằng Gia Nam (màu vàng)

Đồng bằng Chương Hóa (tiếng Trung: 彰化平原), còn được gọi là Đồng bằng châu thổ sông Trạc Thủy (濁水溪沖積扇/濁水溪平原), là một vùng đồng bằng ở miền trung Đài Loan. Khu vực này bao gồm phần lớn diện tích của huyện Chương Hóa và nằm ở phía tây nam của cao nguyên Bát Quái và phía tây bắc của dãy núi A Lý Sơn. Khu vực đồng bằng Chương Hóa đôi khi cũng được coi là một phần của đồng bằng Gia Nam theo nghĩa rộng.